# Made Out of Negative Matters
Made Out of Negative Matters è il quinto album studio del gruppo musicale belga In-Quest, pubblicato nel 2009.

## Tracce
1. Ignition Sequence – 4:41
2. Mind over Matter – 3:13
3. Asynchronous Transmission – 4:20
4. Walk of a Million Mouths – 3:03
5. Thy Subsonic Collapse – 6:41
6. The Auxiliary Theory – 5:42
7. Dysfunctional Inscapes – 1:26
8. Compelled Misogyny – 5:50
9. Anomaly of a Tortured Mind – 5:41
10. Hybris... – 3:05
11. Evasive Crosscurrents – 6:33

## Formazione
- Gert Monden - batteria
- Douglas Verhoeven - chitarra
- Korneel Lauwereins - basso
- Miqe Löfberg - voce
- Valéry Bottin - chitarra